# Communauté de communes de la Champagne balgycienne
La communauté de communes de la Champagne balgycienne est une ancienne communauté de communes française, située dans le département du Cher.

## Composition
Elle est composée à sa disparition des communes suivantes (toutes du canton de Baugy) :
1. Baugy
2. Gron
3. Saligny-le-Vif
4. Villabon
5. Villequiers

## Compétences
- Aménagement de l'espace
  - Aménagement rural (à titre facultatif)
  - Schéma de secteur (à titre obligatoire)
- Développement et aménagement économique
  - Action de développement économique (Soutien des activités industrielles, commerciales ou de l'emploi, soutien des activités agricoles et forestières...) (à titre obligatoire)
  - Création, aménagement, entretien et gestion de zone d'activités industrielle, commerciale, tertiaire, artisanale ou touristique (à titre obligatoire)
  - Tourisme (à titre obligatoire)
- Développement et aménagement social et culturel
  - Activités périscolaires (à titre facultatif)
  - Construction ou aménagement, entretien, gestion d'équipements ou d'établissements culturels, socioculturels, socioéducatifs, sportifs (à titre optionnel)
- Énergie - Production, distribution d'énergie (à titre facultatif)
- Environnement - Collecte et traitement des déchets des ménages et déchets assimilés (à titre optionnel)
- Logement et habitat - Programme local de l'habitat (à titre optionnel)
- Voirie - Création, aménagement, entretien de la voirie (à titre optionnel)

## Historique
- 1er janvier 2010 : fusion dans la communauté de communes La Septaine.
- 13 janvier 2000 : création du bureau
- 22 décembre 1999 : création de la communauté de communes

## Sources
- Le splaf - (Site sur la Population et les Limites Administratives de la France)
- La base aspic du Cher - (Accès des Services Publics aux Informations sur les Collectivités)